# 日本建筑家协会
日本建筑家协会（英語：Japan Institute of Architects）是一个日本建筑家组织。

## 历史

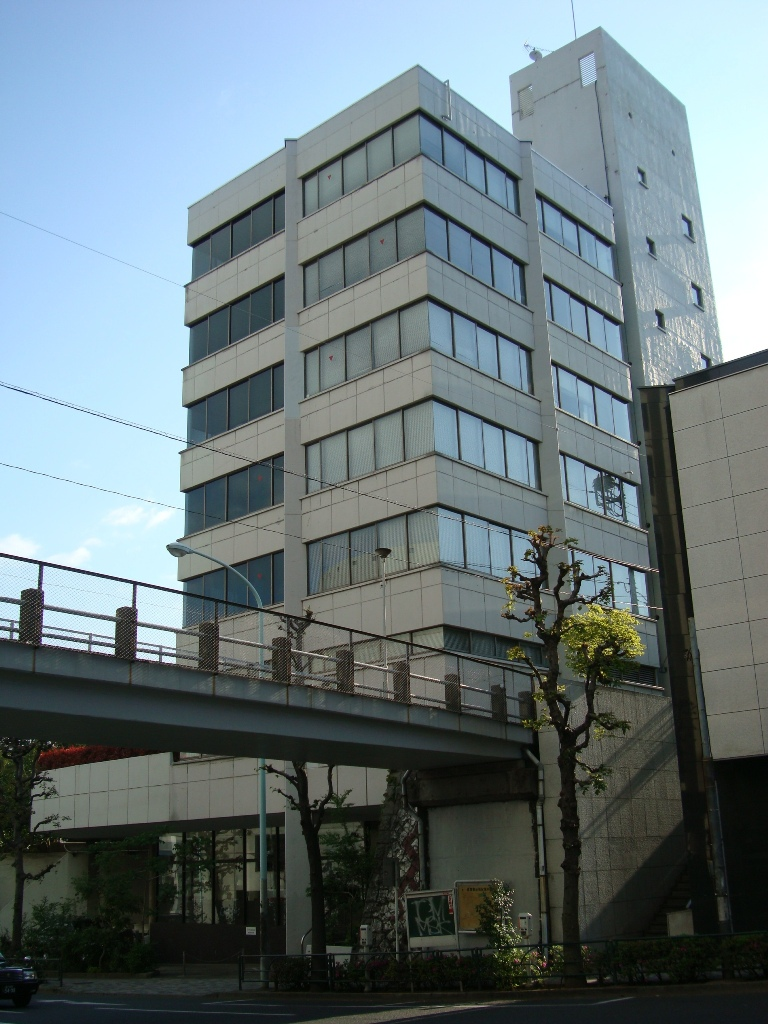
协会总部

1947年5月前身日本建筑设计监理协会成立于日本东京都，1955年加入国际建筑师协会，1996年更名为现在名字，截至2020年有超过5000名会员。每年都会颁发日本建筑大奖和JIA新人奖。

## 历届会长
- 第一任 - 丹下健三
- 第二任 - 北代礼一郎
- 第三任 - 林昌二
- 第四任 - 鬼头梓
- 第五任 - 穂积信夫
- 第六任 - 村尾成文
- 第七任 - 大宇根弘司
- 第八任 - 小仓善明
- 第九任 - 仙田满
- 第十任 - 出江宽
- 第十一任 - 芦原太郎
- 第十二任 - 六鹿正治